# Taenga
Taenga oder Taunga-hara ist ein Atoll des Tuamotu-Archipels in Französisch-Polynesien. Taenga ist 32 km nordöstlich von Makemo gelegen. 
Das Atoll weist eine dreieckige Form auf, mit Seitenlängen von 27 km bzw. 11 km. Die Landfläche beträgt etwa 20 km², die Lagune des Atolls hat keinen schiffbaren Zugang zum Meer. Taenga gehört zur Gemeinde Makemo und hat 96 Einwohner (Stand: 2007), die im einzigen Ort Henuparea leben. Die meisten der heutigen Bewohner sind Mormonen, die das Eiland im 19. Jahrhundert besiedelten.
Das Taenga Atoll wurde vom Russischen Entdecker Fabian Gottlieb von Bellingshausen 1820 entdeckt. Auf einigen Karten ist es als Jermolow oder Holt Island verzeichnet.